# Ostrogony
Ostrogony (Xiphosura) – gromada morskich, wszystkożernych stawonogów z grupy szczękoczułkowców właściwych (Euchelicerata). Dawniej uznawane były razem z wymarłymi wielkorakami i skorpionami jako rząd wliczany do gromady staroraków (Merostomata). Współcześnie żyją 4 gatunki skupione w rodzinie skrzypłoczy (Limulidae). Prosoma o podkowiastym, kanciastym kształcie, z zestawem oczu prostych i złożonych. Opistosoma jest zakończona długim i ostrym kolcem, który działa jak ster. Odnóża znajdują się pod pancerzem, pomiędzy którym jest otwór gębowy. Rozmiarami dochodzą do 60, maks. 85 cm długości. W okresie rozrodczym gromadzą się przy brzegach wód i strefie pływów na lądzie. 
Najbardziej znanym przedstawicielem jest skrzypłocz Limulus polyphemus, zamieszkujący wybrzeże Atlantyku w Ameryce Północnej.

## Terminologia
W języku polskim ostrogony nazywane są także skrzypłoczami albo mieczogonami. 

## Charakterystyka

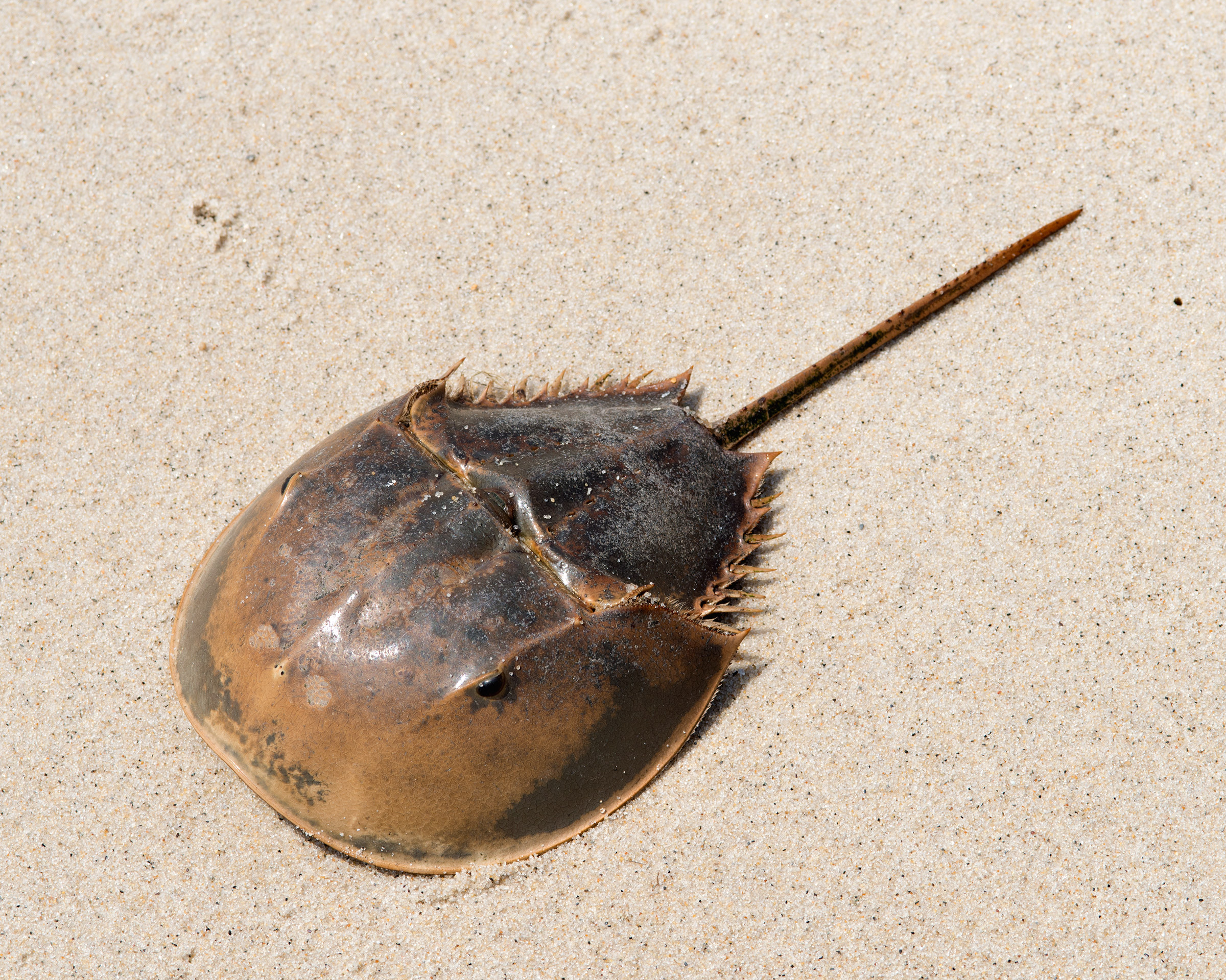
skrzypłocz na plaży

### Wygląd zewnętrzny

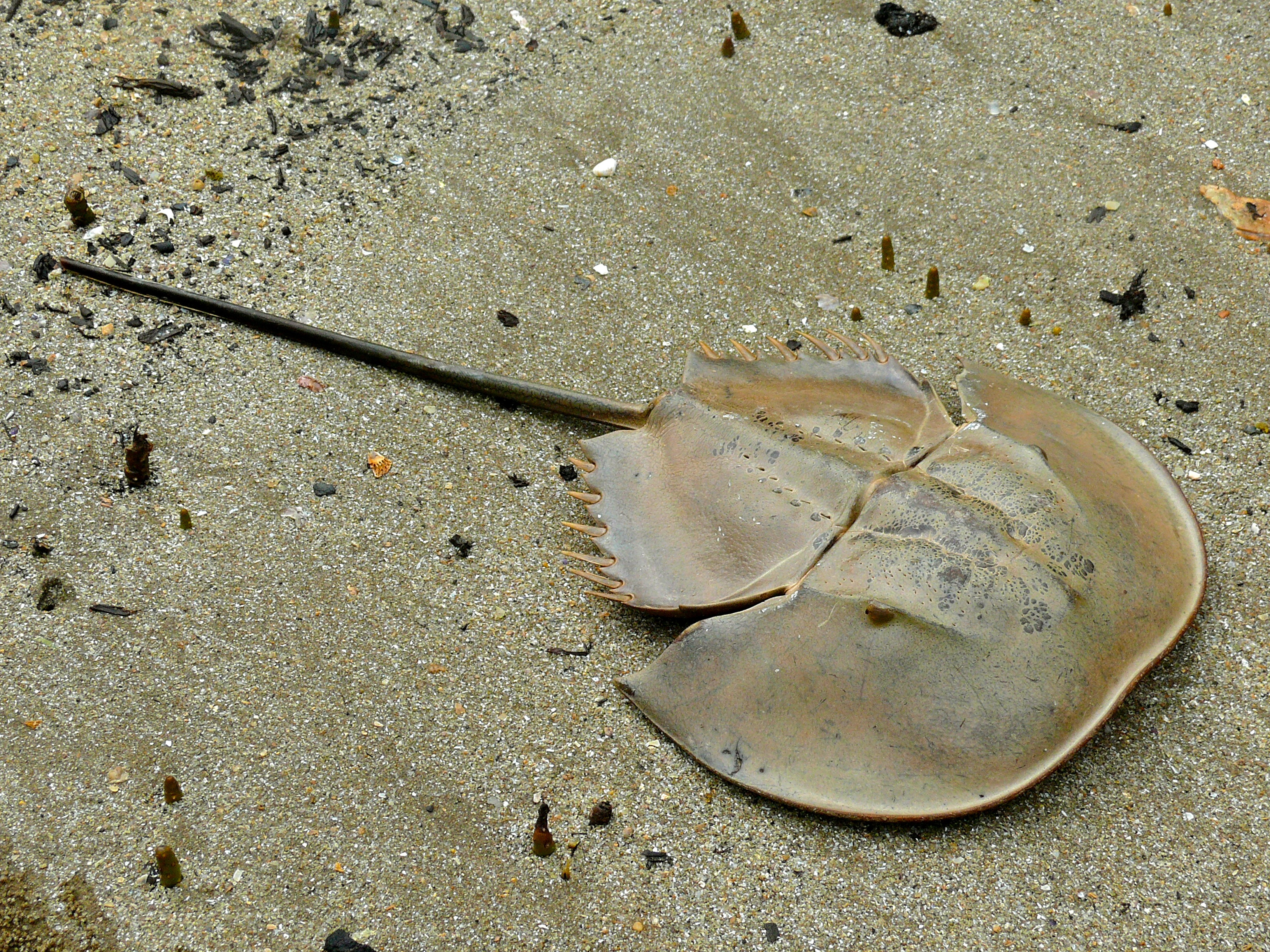
Carcinoscorpius rotundicauda

Ostrogony to duże szczękoczułkopodobne, osiągające 60, maksymalnie 85 cm długości; największy gatunek to Tachypleus gigas, jeden z 2 taksonów swego rodzaju. Mają grubą kutikulę (o grubości 3 mm) pozbawioną wapiennych wtrętów, o barwie ciemnobrunatnej lub czarnobrązowej. We wnętrzu ciała znajduje się mezodermalny endoszkielet. Samice większe od samców.  
Młode osobniki z wyglądu przypominają wymarłe trylobity (Trilobita), natomiast formy dorosłe bywają brane za przedstawicieli skorupiaków (Crustacea). Ciało ostrogonów podzielone jest na sześciokątną, podkowiastą prosomę okoloną karapaksem oraz opistosomę, na którą z kolei składa się mezosoma oraz metasoma. Złożona z 6 segmentów prosoma nie wykazuje śladów członowania na stronie grzbietowej, na bokach jej karapaksu znajdują się oczy złożone o nerkowatym kształcie, zaś z przodu występują proste oczy środkowe. Mezosoma jest zbudowana z 7 segmentów (widoczne to u młodych osobników, słabo zaznaczone u dorosłych), zaopatrzona w pleurostergity, czyli boczne płytki posiadające ruchome kolce. Metasoma ma jeden długi kolec, zwany tergalnym, który powstał wskutek zrośnięcia się telsonu i kilku segmentów opistosomy. Służy jako ster w trakcie pływania, a także zapewnia zachować balans ciała, ostrogony nie używają go w celu kłucia. Na lądzie z kolei zwierzę może odwrócić się na grzbiet po upadku na tę stronę ciała właśnie dzięki kolcowi. Staw między przednią a tylną częścią ciała umożliwia zginanie się na brzuszną stronę, ale nie jest on odpowiednikiem granicy między prosomą a opistosomą spotykaną u pajęczaków.    

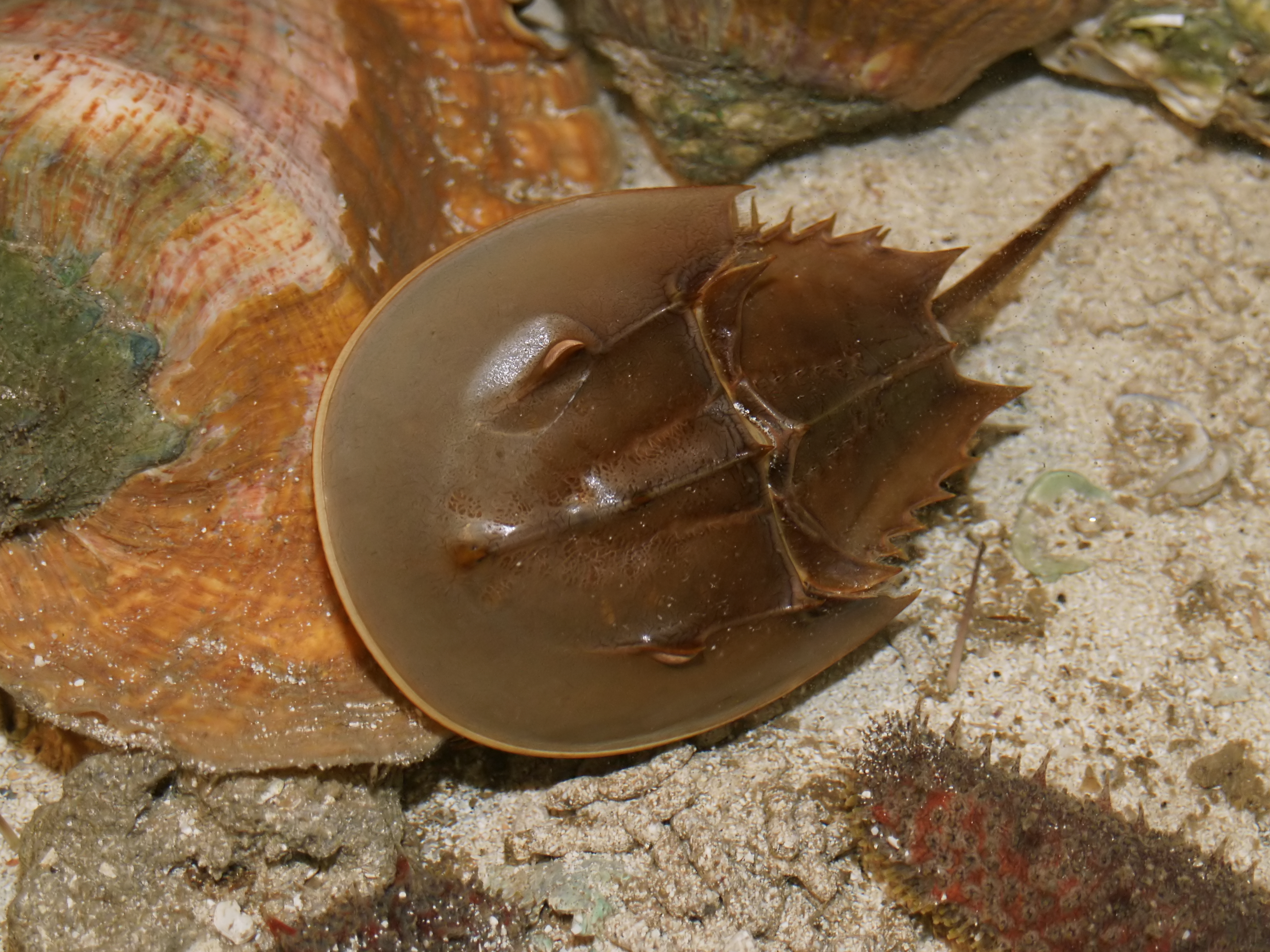
Limulus polyphemus

Pierwsza para odnóży, które są ułożone na prosomie, to trójczłonowe szczękoczułki (chelicery), które zakończone są małymi szczypcami; znajdują się przy otworze gębowym. Odnóża kroczne pełniące funkcje lokomotoryczne są znacznie większe od chelicer, mieszczą się na spodniej stronie karapaksu w liczbie 5 par. Na biodrach, członach podstawowych, tych odnóży osadzone są endyty – wyrostki żujące posiadające szczeciny; 4 pary spośród tych odnóży są zakończone szczypcami, podczas gdy 5. para zaopatrzona jest w szczeciny (służą do niezapadania się w grząskim podłożu zwierzęcia) oraz flabella (nakierowują prąd wody w stronę jamy skrzelowej, zapobiegają dostawaniu się zanieczyszczeń, mogą pełnić funkcje zmysłowe). Odnóża mezosomy uległy modyfikacji; pierwsza para kończyn jest zredukowana i tworzy małe wyrostki znane jako chilaria. Pozostałe 6 par są dwugałęziste, przybierają formę płytek, w ramach każdej pary są one zrośnięte; pierwsza para jest najgrubsza i przykrywa pozostałe odnóża tworząc wieczko (operculum), reszta tych odnóży przekształconych jest w skrzela. Metasoma nie ma odnóży.    

### Budowa wewnętrzna

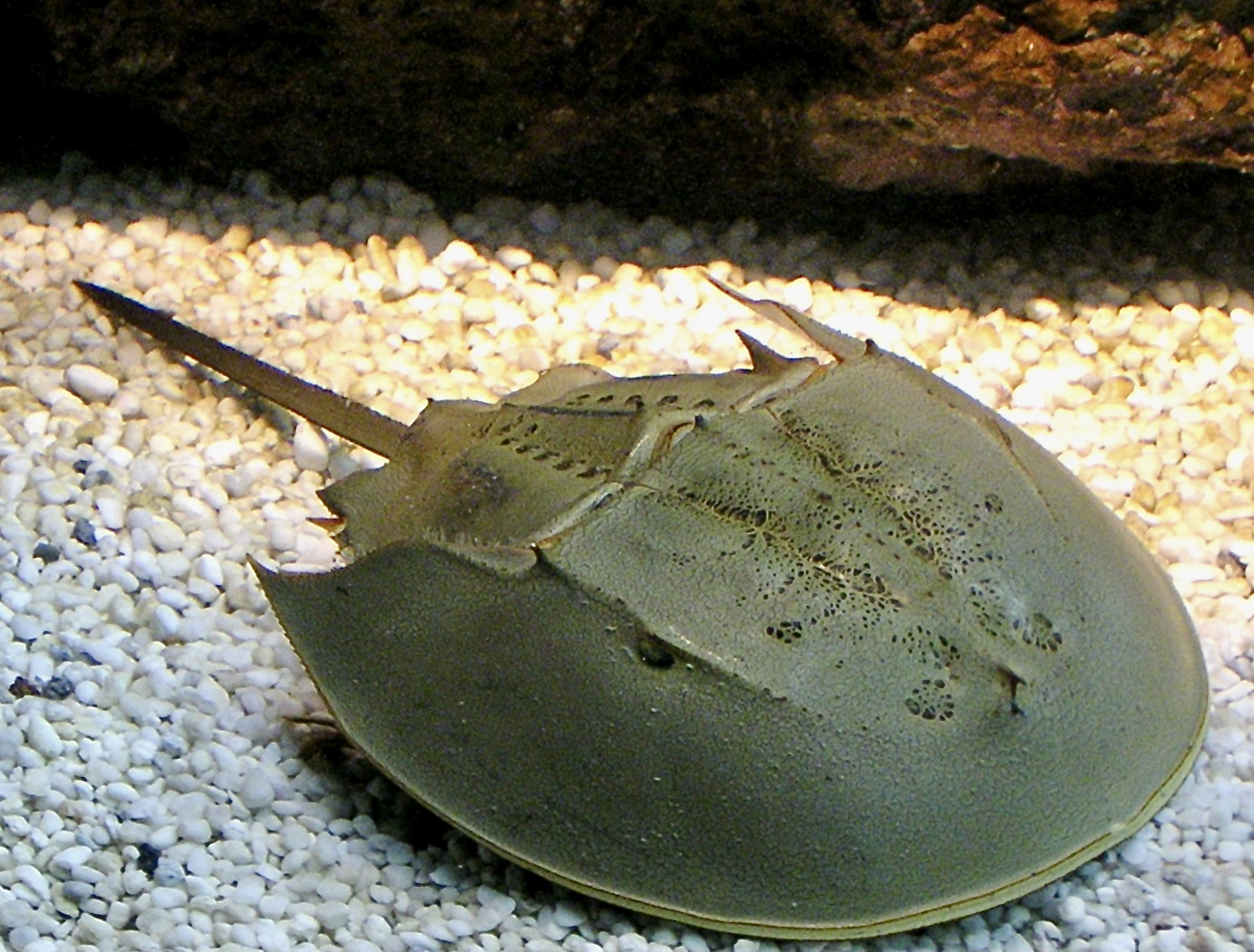
Tachypleus gigas

#### Układ nerwowy i percepcja
Mózg, ponieważ otwór gębowy uległ przemieszczeniu na brzuszną stronę ciała, nie leży nad przełykiem. Nerwy, które są przednimi odnogami mózgu tworzą unerwienie oczu. Ponad ¾ masy całego mózgu tworzą ciałka grzybkowate (corpora pedunculata), które są ośrodkami kojarzeniowymi protocerebrum. Tritocerebrum jest wyzbyte komisury podprzełykowej. Oprócz neuromerów i nerwów odpowiedzialnych za unerwienie odnóży prosomy, w skład zwoju podprzełykowego wchodzą neuromery pierwszego i drugiego segmentu opistosomy. Segmenty odnóży skrzelowych unerwiają zwoje i nerwy ulokowane poza obszarem mózgu na parzystym, brzusznym pniu nerwowym. Całe ciało okryte jest przez zmysłowe szczeciny dotykowe a także szczeciny o nieznane jak dotąd funkcji umieszczone w zagłębieniach.
Za narządy zmysłów służą nie tylko organy zmysłowe, ale i oczy. Fasetki (omatidia), z których to zbudowane są boczne oczy złożone ostrogonów, są prościej zbudowane niż u tych zauważalnych u żuwaczkowców (Mandibulata), gdyż nie posiadają stożka krystalicznego; soczewka rogówki, jaką jest kutykula okrywająca całe oczy złożone, tworzy wypustki skupiające źródło światła w poszczególnych fasetkach. Rabdom należący do pojedynczej fasetki ma pałeczkowaty kształt, jest zbudowany z 8–20 komórek siatkówki, mając na przekroju poprzecznym kształt gwiazdy; wyrostek bocznie leżącej komórki świetlnej wnika do wnętrza rabdomu. Aksony komórek zmysłowych sąsiadujących fasetek łączą się ze sobą; za zwiększenie kontrastu widzenia odpowiadają aksony, które działają hamująco na omatidia. Z kolei fasetki ulokowane w tylnej części oka są zredukowane i możliwe, że pełnią funkcję neurosekrecyjną. 

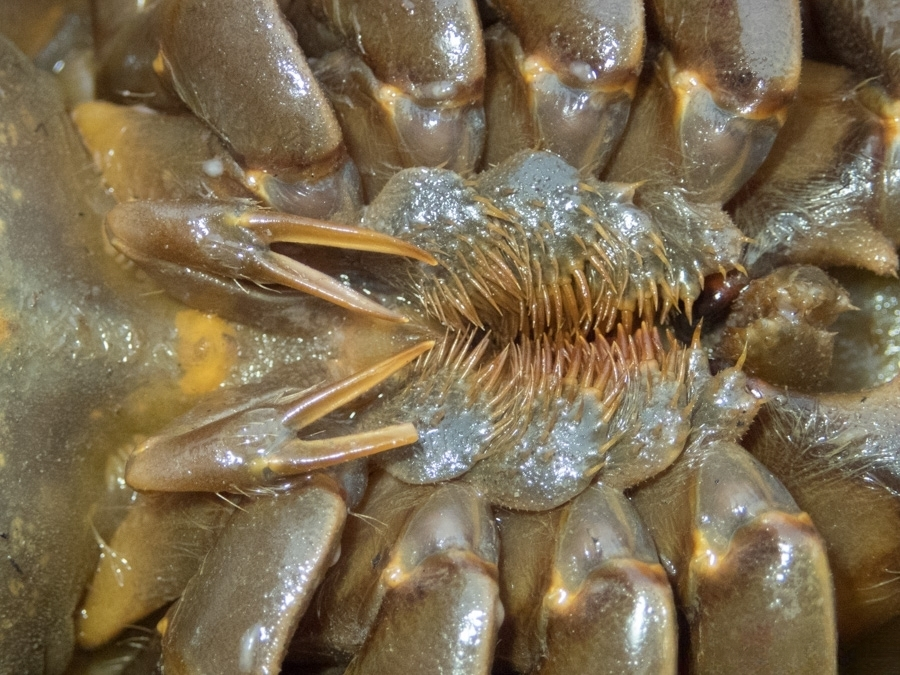

#### Układ oddechowy
Począwszy od 3, kończąc na 7 segmencie mezosomy, ujrzeć można pięć par odnóży oddechowych (skrzela). Każda zewnętrzna gałąź tych odnóży posiada do 150 blaszek układających jedna na drugiej na wzór kartek w książce – są one ukrwione i obmywane przez wodę. Telepodity tych odnóży przypominają małe, trójczłonowane wyrostki, a ich zadaniem jest oczyszczanie skrzeli. Pajęczaki, takie jak zdecydowana większość pająków (Araneae) skorpiony (Scorpiones), biczykoodwłokowce (Thelyphonida), rozłupnogłowce (Schizonomida) oraz tępoodwłokowce (Amblypygi) oddychają za pomocą blaszkowatych płuc książkowych, które są ewolucyjną pozostałością po wodnych przodkach i są to homologi względem narządów oddechowych ostrogonów.

#### Układ wydalniczy
Gruczoły biodrowe (koksalne) spełniają rolę narządów wydalniczych.

### Lokomocja
W czasie chodzenia po twardym podłożu wykorzystywane są odnóża prosomy, poruszają się one naprzemiennie. Kiedy ostrogon pływa, synchronicznie wiosłuje odnóżami prosomy a także mezosomy. Zaostrzona krawędź prosomy w kontakcie z miękkim, mulistym lub piaszczystym podłożem działa na wzór pługu, co umożliwia ukrycie się przed drapieżnikiem na skutek zagrzebania. Jak wspomniano, w lokomocji rolę odgrywa kolec tergalny zwierzęcia.    

## Występowanie
Rodzaj Limulus (1 gatunek) występuje u wybrzeży Atlantyku (od amerykańskich stanów Nowy Jork i Florydy sięgając do Jukatanu), rodzaj Carcinoscorpius (1 gatunek) spotykany jest w Zatoce Bengalskiej, u wód Malezji i Filipin, natomiast Tachypleus (2 gatunki) notowany jest z Azji Południowej. Ostrogony stwierdzono także u wybrzeży Japonii.

## Ekologia
Zwierzęta te zamieszkują płytkie i ciepłe morza, ich szelfy, do głębokości 10–40 m. Zagrzebują się w podłożu, w mule i tam polują na wolno poruszającą się zdobycz – w uogólnieniu, w składzie ich diety znajdują się drobne skorupiaki (Crustacea), pierścienice (Annelida) i małże (Bivalvia), chociaż spożywają również padlinę. Dla przykładu, Tachypleus gigas został opisany jako stworzenie bentosu, odżywiające się mięczakami, wieloszczetami albo rozkładającą się materią organiczną. W diecie młodych ostrogonów występują glony; badania jednocześnie pokazały, że młode karmione w >70% białkiem zwiększały swój rozmiar, ale jednocześnie potomstwo wykazywało większą śmiertelność w porównaniu do tego, które karmiono dietą z glonów. Nocą lub w okresie rozrodczym (zob.: cykl życiowy) ostrogony wędrują po suchym lądzie przy brzegu.
Na kuli ziemskiej ostrogony są rozmieszczone nieregularnie; ich dysjunktywne rozmieszczenie może wynikać z długiej historii ewolucyjnej, na którą prawdopodobnie wywarła piętno historia geologiczna Ziemi (zmiany klimatyczne, podział kontynentów). Kopalne Xiphosura w porównaniu do dzisiejszych przedstawicieli gromady były kosmopolityczne, a współczesne taksony to pozostałość po tej bioróżnorodności.
Makroskamieniałości przynależące do ostrogonów znajdywane w osadach skalnych są określane jako rzadkie, jedne z rzadszych. 

## Rozmnażanie i cykl życiowy

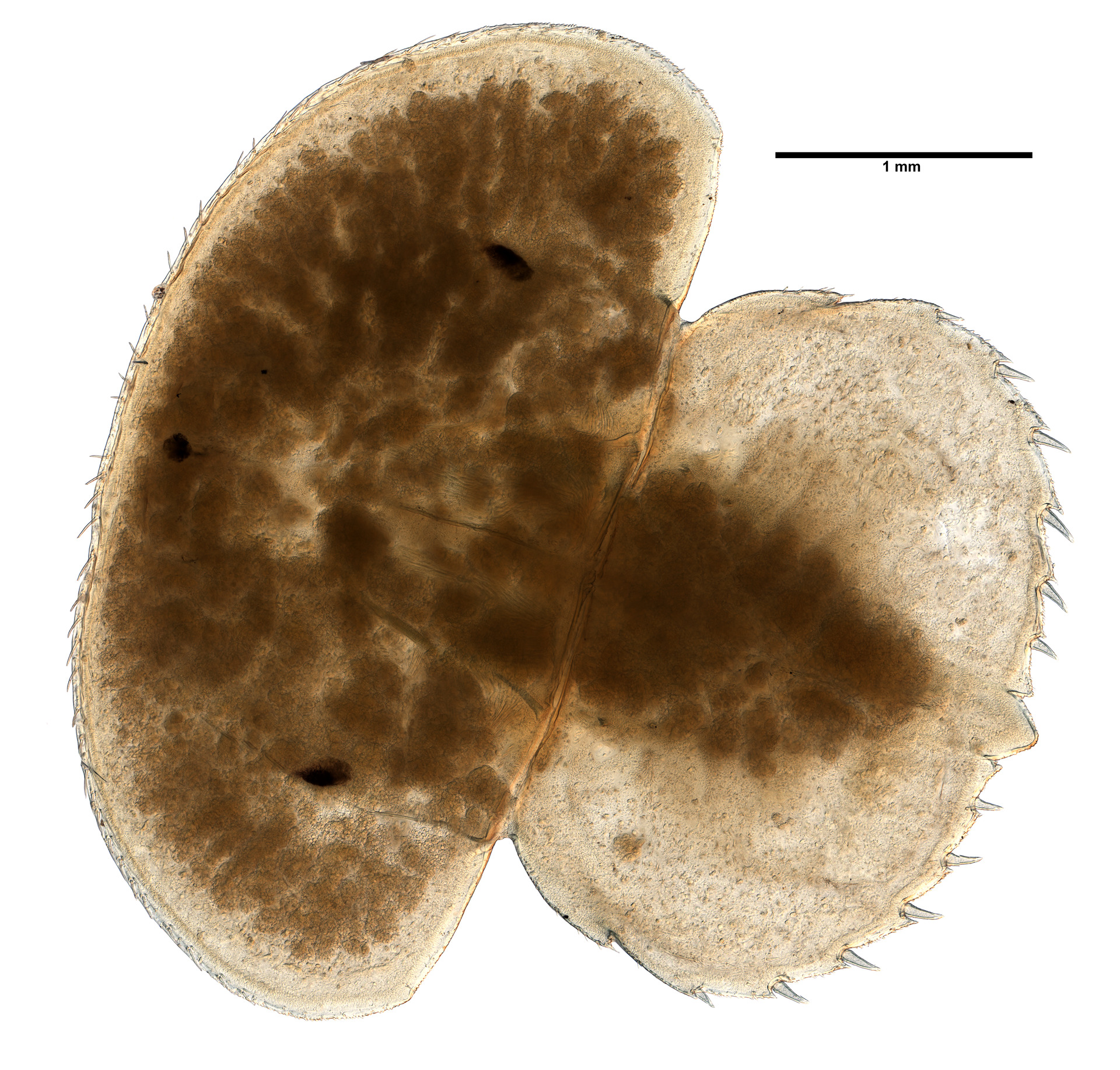
larwa trylobitowa

Okres godów przypada na wczesne lato kiedy to omawiane stawonogi gromadzą się w strefie pływów albo płaskich brzegach mórz. Jak wspomniano, samice są większe od samców. U samców Limulus szczypce pedipalp, odnóży 1. pary, są powiększone i pełnią funkcje chwytne; w podobny sposób u dwóch kolejnych rodzajów są poddane modyfikacjom szczypce 2. pary odnóży. Samce dzięki takim modyfikacjom mogą przytrzymywać swe partnerki i pozostawać przyczepione do ich ciał nawet tydzień zanim dojdzie między osobnikami do kopulacji.  

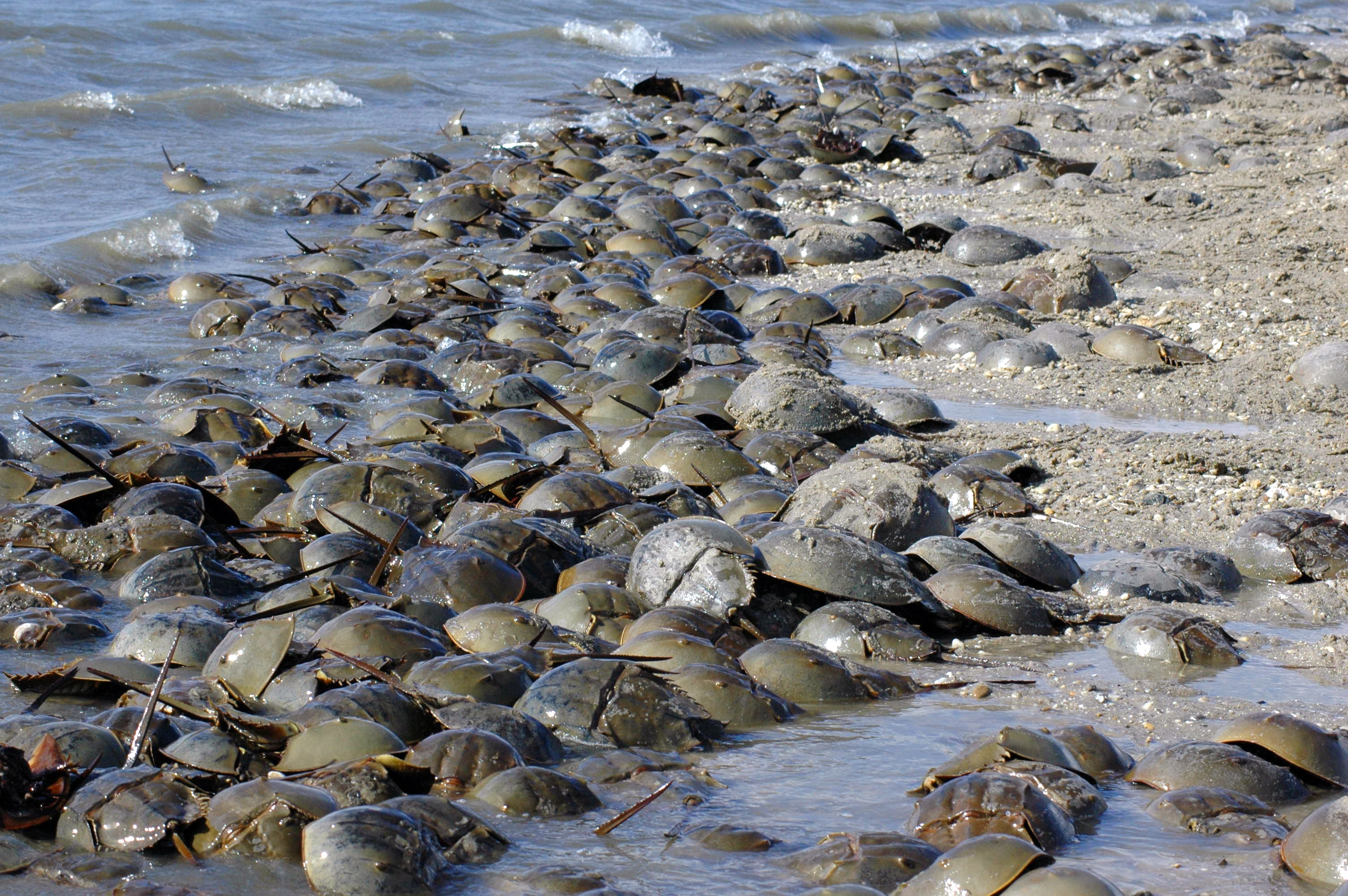
Skrzypłocze gromadzą się w czasie godów w strefie pływów

Samice w płytkich nieckach składają od 200 do 1000 jaj, a samce polewają je nasieniem, dołek po tym akcie następnie zostaje zasypany piaskiem. W ciągu całego sezonu rozrodczego, samice ostrogonów mogą złożyć w takich dołkach od 60 do 120 0000 jaj. W przypadku Carcinoscorpius rotundicauda, akt kopulacji a także składanie jaj następuje w wodach słodkich i słonawych, a następnie samica nosi zapłodnione jaja na swych odnóżach mezosomy. 
Bruzdkowanie jest całkowite i nierównomierne, a gastrulacja odbywa się poprzez imigrację. Po około 2 tygodniach od złożenia jaj wykluwają się z nich larwy noszące nazwę larw trylobitowych, które odżywiają się zapasami żółtka. W przypadku jednego z badań przeprowadzonego w warunkach laboratoryjnych młode wykluły się po 6 tygodniach. Larwa trylobitowa ma dobrze ukształtowaną segmentację, ale 9 par odnóży. Kolejnym stadium rozwojowym jest presterichia, która ma już wykształcony kolec tergalny, a także pełen zestaw odnóży – presterichia to określenie na ostrogona, który przeszedł pierwsze linienie postembrionalne. W ciągu pierwszego roku swego życia larwa przechodzi przez 6 kolejnych linień, podczas gdy osobniki dorosłe wykonują tą czynność raz do roku.   
Xiphosura dojrzewają płciowo w wieku 9–12 lat, a gatunek Limulus polyphemus dożywa 14–19 lat.  

## Taksonomia

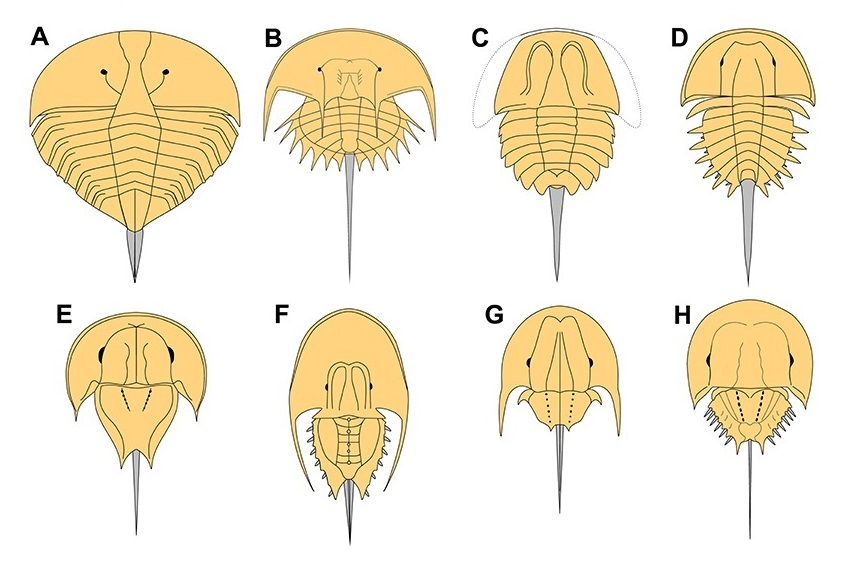
Ilustracje przedstawiające wymarłe ostrogony

### Historia badań
Ostrogony przynależą do grupy szczękoczułkopodobnych (Cheliceromorpha) i są wymieniane przez badaczy jako zwierzęta archaiczne, żywe skamieniałości. Takson Xiphosura odznacza się tym, że jest to punktualiczna linia rozwojowa. W przeszłości uznawano je za grupę siostrzaną wobec wymarłych wielkoraków (Eurypterida), wliczając obie te grupy do wspólnej gromady staroraków (Merostomata). Według tego poglądu nie byłyby jedynymi przedstawicielami tej grupy: skorpiony (Scorpiones) z powodu swego podobieństwa w morfologii do Eurypterida również zaliczane były do staroraków, jednocześnie były one sympatryczne w stosunku do tych drugich (już) od czasów syluru (450 mln lat). Merostomata, zawierając te 3 grupy, miałaby jakoby być taksonem siostrzanym do pajęczaków (Arachnida). Jednakże, badania oparte na filogenezie oraz materiale kopalnym nie wspierają istnienia grupy, jaką są staroraki, jest to wedle danych jednostka parafiletyczna. Wykazano dodatkowo, że wymarłe wielkoraki są bliżej spokrewnione z pajęczakami, do których wliczono ostatecznie też skorpiony; konsekwencją tych rozważań filogenetycznych okazało się wskrzeszenie taksonu znanego jako szczękoczułkowce właściwe (Euchelicerata), zrzeszającego ostrogony, wielkoraki i pajęczaki. Euchelicerata zostały ulokowane w obrębie szczękoczułkopodobnych, będąc grupą na tym samym poziomie, co kikutnice (Pycnogonida) i nieżyjące już Aglaspida – wszystkie klady są nadgromadami.

### Kwestia odrębności Xiphosura
Badania przeprowadzone przez Lamsdella (2013) ujawniają, że ostrogony, podobnie jak grupa staroraki, też niekoniecznie są monofiletyczne. W opracowaniu Dunlopa, Penney'a oraz Jekel (stan na rok 2018) poświęconemu wymarłym pajęczakom i ich krewnym przy nazwie Xiphosura dopisano zwrot sensu lato. W przypadku samych pajęczaków, w niektórych badaniach są również wyłaniane jako grupa odznaczająca się parafiletyzmem. W związku z tym, Ballesteros i Sharma (2019) stwierdzili, że ostrogony powinne zostać umieszczone w gromadzie pajęczaków, ażeby uzyskać monofiletyzm Arachnida. Hipoteza ta była powtarzana przez Ballesterosa i innych w kolejnych latach. Najbliższymi krewnymi Xiphosura okazywałyby się wtedy kapturce (Ricinulei) – rząd pajęczaków, który pierwotnie był uważany raczej za krewnych roztoczy (Acari). Zgodnie z tą teorią, Xiphosura nie powinny być traktowane jako siostrzane w stosunku do Arachnida, a same w sobie być uznawane za ich wodnych przedstawicieli, podobnie jak jest to w przypadku wodopójek („Hydrachnidia”, też wodne). W odpowiedzi na analizę Ballesterosa i Sharma'y, zespół badaczy pod przewodnictwem Fernandeza w tym samym roku zaprzeczył hipotezie tych autorów – według nich, kikutnice oraz ostrogony wciąż należy uznawać za siostrzane do pajęczaków, zaś najbliższymi krewnymi kapturców są kosarze (Opiliones); jednocześnie, według badaczy Arachnida są monofiletyczne, jest to ugruntowane. 

### Ewolucja i systematyka

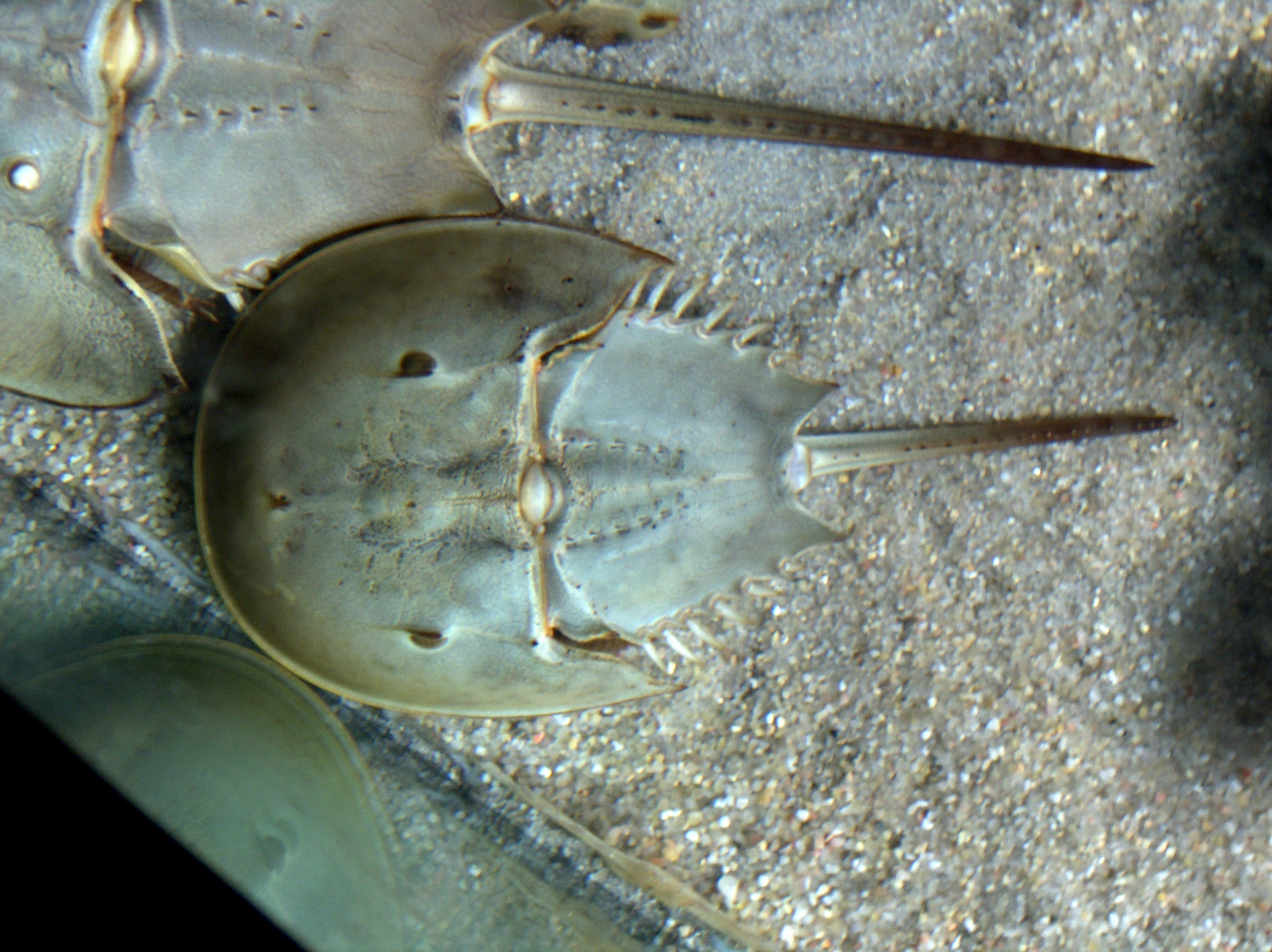
Skrzypłocze w akwarium

#### Ewolucja
Mówi się, że ostrogony jako grupa ukształtowała się w ordowiku, ale znana jest ona już od syluru, a niektóre dane wskazują, że jej początki sięgają kambru (500 mln lat temu). Jako żywe skamieniałości, ich anatomia w ogóle lub nieznacznie się zmieniła na przestrzeni lat ewolucji. W przeszłości nie tylko występowały w morzach, ale poszczególne taksony Xiphosura wielokrotnie i niezależnie opanowały również środowiska słodkowodne. Współcześnie występujące ostrogony różnią się nieznacznie od wymarłych krewnych, takich jak np. Mesolimulus. 

#### Podział systematyczny

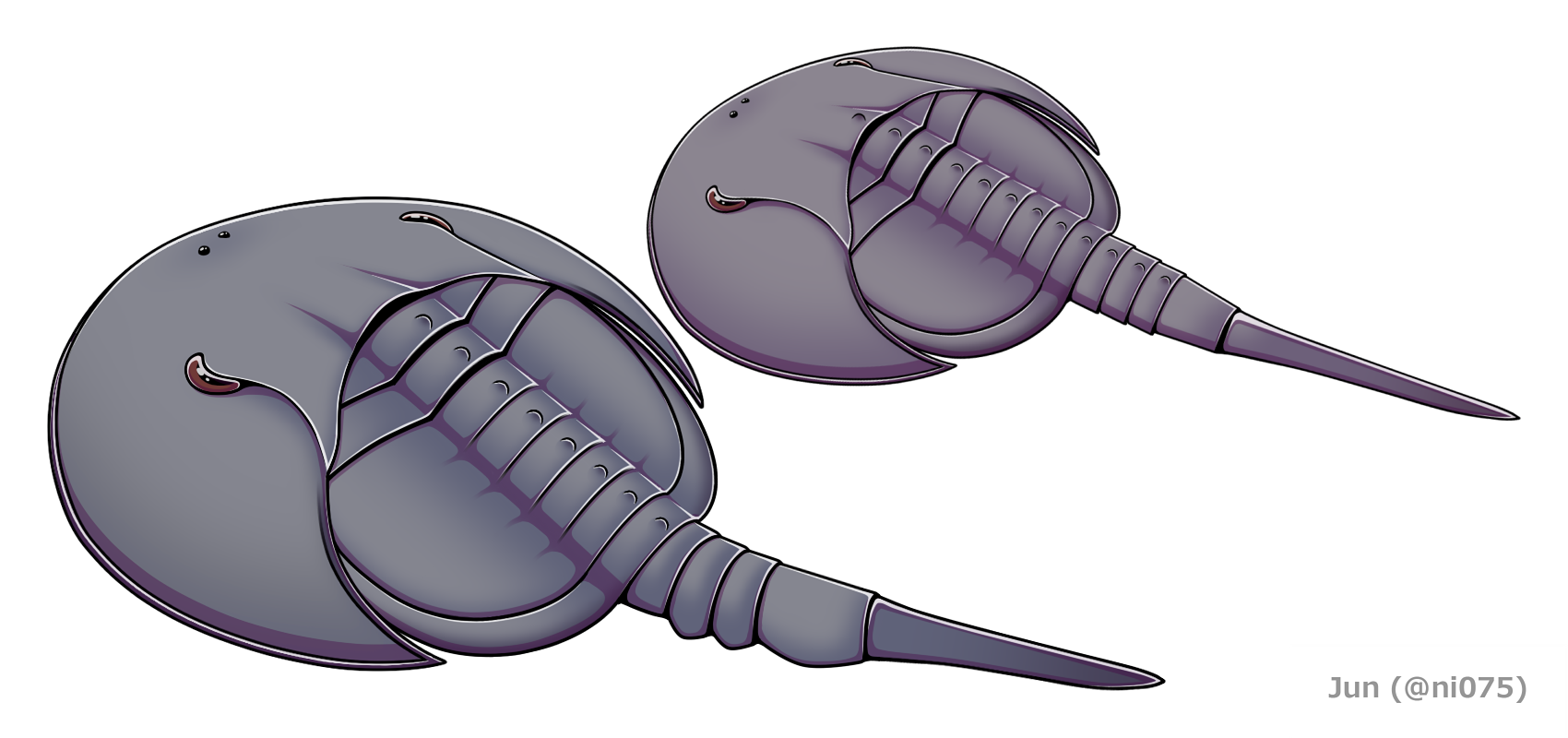
grafika cyfrowa wymarłego Lunataspis

Obecnie wyróżnia się 104 taksony tych zwierząt, z czego 4 to żyjące gatunki, skupione w jednej rodzinie; znane także są liczne taksony, które żyły w paleozoiku oraz mezozoiku. Obecnie żyjąca rodzina Limulidae, znana jako skrzypłocze istnieje od triasu. System internetowy World Register of Marine Species (WoRMS) dodatkowo dzieli rodzinę Limulidae na dwie podrodziny: Limulinae i Tachypleinae, terminy wykreowane kolejno przez Williama Elforda Leacha (1819) i Reginalda Innesa Pococka (1902). Badania ukazują, że Limulus jest siostrzany wobec Carcinoscorpius i Tachypleus. Poniżej zaprezentowano podział systematyczny współczesnych Limulidae opierający się na tym systemie:  
- Limulinae Leach, 1819
  - Limulus O.F. Mueller, 1785
    - Limulus polyphemus Linnaeus, 1758

- Tachypleinae Pocock, 1902
  - Carcinoscorpius Pocock, 1902
    - Carcinoscorpius rotundicauda Latreille, 1802

  - Tachypleus Leach, 1819
    - Tachypleus gigas O.F. Mueller, 1785
    - Tachypleus tridentatus(inne języki) Leach, 1819

oraz wymarłe gatunki z rodzaju:
- †Mesolimulus(inne języki)

Pozostałe, wymarłe już gatunki klasyfikowane były w podrzędzie †Synziphosurida. Jednakże, jak wspomniano, Lamsdell zauważył, że Xiphosura nie są monofiletyczne, a Synziphosurida nie są grupą pnia ostrogonów, tylko szczękoczułkowców. W kolejnych pracach próbowano odzwierciedlić to stanowisko, lecz w tym schemacie klad Planaterga obejmowałby również Chasmataspidida, Eurypterida i Arachnida, a Planaterga jest zagnieżdżona w Prosomapoda.  

## Znaczenie gospodarcze

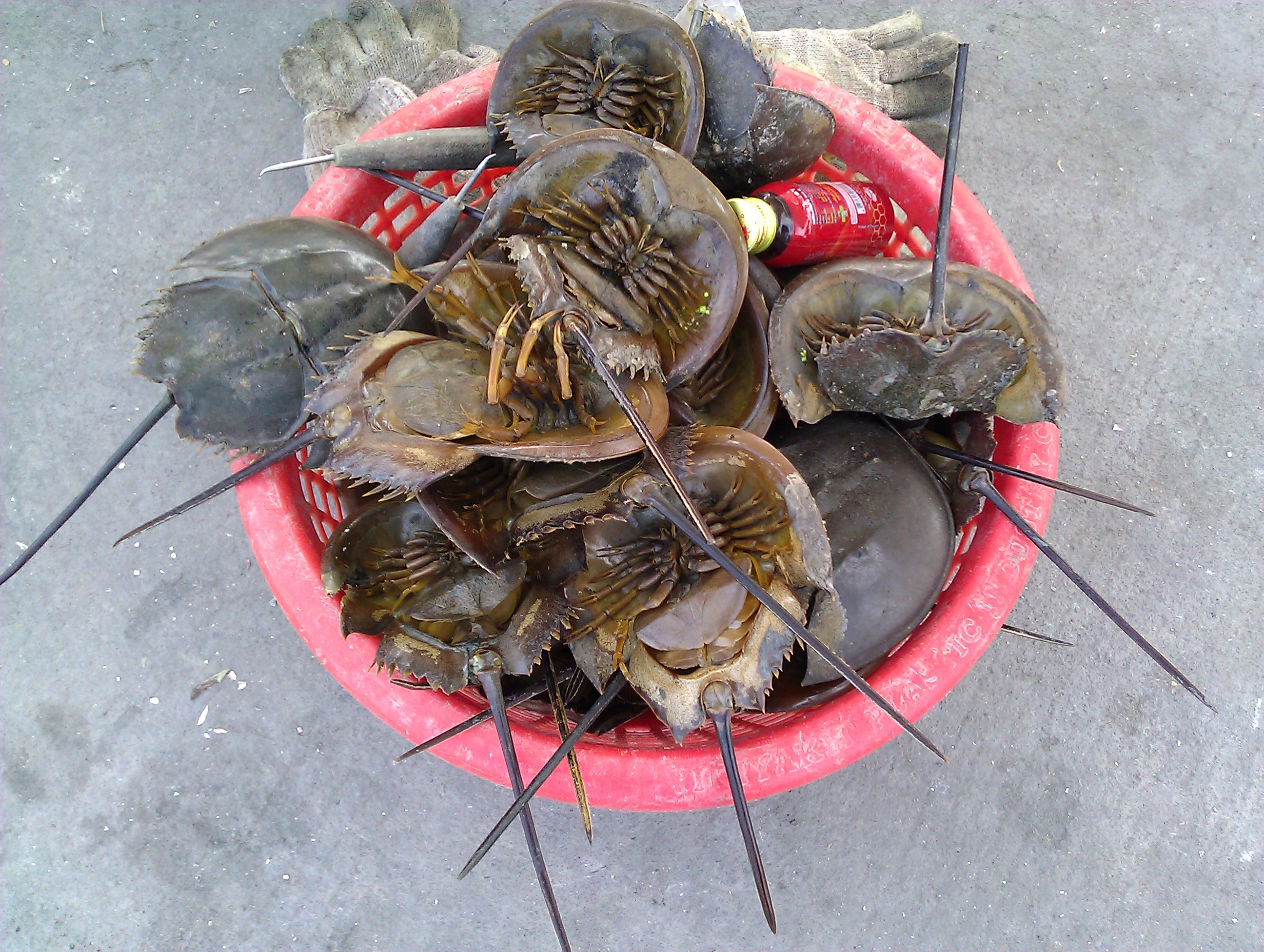
Odłowione ostrogony w Tajlandii

Znaczenie ostrogonów w życiu człowieka określane jest jako niewielkie.  
Przede wszystkim, w krajach Orientu skrzypłocze są używane w celach kulinarnych. Dla przykładu, w Tajlandii te zwierzęta nie są chronione, a ich liczebność ich populacji poważnie spada. Jednakże, spożywanie skrzypłoczy może poskutkować zatruciem wywołanym tetrodotoksyną – mięso ze skrzypłocza Carcinoscorpius rotundicauda.    
Natomiast mają nadspodziewanie duże znaczenie w medycynie.   
Z ich krwi (notabene, koloru niebieskiego) pozyskuje się amebocyty, komórki układu odpornościowego zdolne wykrywać i zwalczać endotoksyny wydzielane przez umierające bakterie (np. E. coli) - szkodliwe dla ludzkiego zdrowia enzymy, które są niewykrywalne dla testów na obecność bakterii (barwienia metodą Grama), jeśli bakterie nie pozostały na danej powierzchni, lecz pozostawiły za sobą endotoksyny. Związki te mogą zanieczyszczać przestrzenie i przyrządy medyczne, a wykrywalne pozostają tylko poprzez ekstrakt LAL pozyskiwany właśnie z krwi skrzypłoczy. 